# Melanella
Genre
Synonymes
- Balcis Leach, 1847
- Eulima (Balcis)
- Eulimaustra Laseron, 1955
- Melanella (Balcis)
- Melanella (Melanella) Bowdich, 1822[1]

Melanella est un genre de mollusques gastéropodes au sein de la famille Eulimidae. 

## Caractéristiques
Les espèces rangées dans ce genre sont des parasites d'animaux plus gros (notamment des échinodermes), et se retrouvent jusqu'à des profondeurs importantes. 

## Liste d'espèces
Selon Catalogue of Life (16 août 2017) :
- Melanella abida Dall, 1927
- Melanella abreojosensis Bartsch, 1917
- Melanella acicula (Gould, 1849)
- Melanella aciculata (Pease, 1861)
- Melanella adamantina (de Folin, 1867)
- Melanella aethria (Melvill, 1918)
- Melanella alayoi Espinosa, Ortea & Magaña, 2001
- Melanella alba (da Costa, 1778)
- Melanella alertae (Dell, 1956)
- Melanella algoensis E. A. Smith, 1901
- Melanella amblia (Watson, 1883)
- Melanella ameliae Engl, 2007
- Melanella anachorea Dall, 1927
- Melanella antarctica (Strebel, 1908)
- Melanella archeyi (Finlay, 1928)
- Melanella arleyi Espinosa, Ortea & Magaña, 2001
- Melanella attenuata (G. B. Sowerby II, 1866)
- Melanella aucklandica (Suter, 1909)
- Melanella badenia (Laws, 1939) †
- Melanella borealis (Bartsch, 1915)
- Melanella boscheineni Engl, 2004
- Melanella boscii (Payraudeau, 1826)
- Melanella brunnimaculata (Kay, 1979)
- Melanella bryani Pilsbry, 1918
- Melanella callistemma Dall, 1927
- Melanella catalinensis Bartsch, 1917
- Melanella chariessa (A. E. Verrill, 1884)
- Melanella chydaea (Watson, 1883)
- Melanella cifara Bartsch, 1915
- Melanella cinca Dall, 1927
- Melanella collator (Laws, 1944) †
- Melanella compactilis (Locard, 1892)
- Melanella conoidea (Kurtz & Stimpson, 1851)
- Melanella convexa (E. A. Smith, 1907)
- Melanella corintonis (Hertlein & Strong, 1951)
- Melanella costellata (Dautzenberg & H. Fischer, 1897)
- Melanella cumingii (A. Adams, 1851)
- Melanella cunaeformis (May, 1915)
- Melanella cuspidata (A. Adams, 1854)
- Melanella densicostata Bouchet & Warén, 1986
- Melanella doederleini (Brusina, 1886)
- Melanella dufresnii Bowdich, 1822
- Melanella eburnea (Megerle von Mühlfeld, 1824)
- Melanella eulimoides (C. B. Adams, 1850)
- Melanella exulata (E. A. Smith, 1915)
- Melanella fasciata (Watson, 1883)
- Melanella frielei (Jordan, 1895)
- Melanella gagei Bouchet & Warén, 1986
- Melanella geoffreyi (Laws, 1936) †
- Melanella glypta Bouchet & Warén, 1986
- Melanella gracilis (C. B. Adams, 1850)
- Melanella grippi (Bartsch, 1917)
- Melanella guenteri Engl, 2004
- Melanella guildingii (A. Adams, 1854)
- Melanella hadalis Knudsen, 1964
- Melanella halorhaphe (Dautzenberg & H. Fischer, 1896)
- Melanella hebes (Watson, 1883)
- Melanella hypsela (Verrill & Bush, 1900)
- Melanella ima Pilsbry, 1918
- Melanella insculpta Bouchet & Warén, 1986
- Melanella ira Dall, 1927
- Melanella jeffreysii (Tryon, 1886)
- Melanella junieri Espinosa, Ortea & Magaña, 2006
- Melanella kahoolawensis Pilsbry, 1917
- Melanella kaiparaensis (Laws, 1939) †
- Melanella kanaka Pilsbry, 1917
- Melanella karolinae Engl, 2006
- Melanella kermadecensis W. R. B. Oliver, 1915
- Melanella lastra Bartsch, 1917
- Melanella laurae (Friele, 1886)
- Melanella lautoides Finlay & Marwick, 1937 †
- Melanella letsonae Pilsbry, 1917
- Melanella levantina (Oliverio, Buzzurro & Villa, 1994)
- Melanella lubrica (Monterosato, 1890)
- Melanella lucida (A. E. Verrill, 1884)
- Melanella luminosa Marshall, 1997
- Melanella lunata Pilsbry, 1918
- Melanella mamilla (May, 1915)
- Melanella maoria (Powell, 1940)
- Melanella maracuya Espinosa, Ortea & Magaña, 2001
- Melanella martynjordani (Jordan, 1895)
- Melanella marviva Espinosa, Ortea & Magaña, 2006
- Melanella maui (Dell, 1952)
- Melanella micans (Carpenter, 1865)
- Melanella microsculpta Bouchet & Warén, 1986
- Melanella mimus Pilsbry, 1918
- Melanella montereyensis Bartsch, 1917
- Melanella monterosatoi (Monterosato, 1890)
- Melanella muelleriae (Sturany, 1903)
- Melanella myriotrochi Bouchet & Warén, 1986
- Melanella nilae Engl, 2006
- Melanella obtusoapicata Bouchet & Warén, 1986
- Melanella ochsneri (Bartsch, 1917)
- Melanella oldroydae Bartsch, 1917
- Melanella oleacea (Kurtz & Stimpson, 1851)
- Melanella opaca (G. B. Sowerby II, 1865)
- Melanella ophiodon Dall, 1927
- Melanella orphanensis A. H. Clarke, 1974
- Melanella otagoensis (Powell, 1927)
- Melanella oxyacme (Suter, 1908)
- Melanella parallela Dall, 1927
- Melanella patutahiensis Marwick, 1931 †
- Melanella paxillus (Hedley, 1904)
- Melanella peninsularis Bartsch, 1917
- Melanella penna Dall, 1927
- Melanella perplexa W. R. B. Oliver, 1915
- Melanella perversa (Bush, 1909)
- Melanella petitiana (Brusina, 1869)
- Melanella pisinna Rehder, 1980
- Melanella planisutis Bouchet & Warén, 1986
- Melanella polita (Linnaeus, 1758)
- Melanella pontilis Maxwell, 1992 †
- Melanella praecurta (Pallary, 1904)
- Melanella pseudoglabra (Dautzenberg & H. Fischer, 1912)
- Melanella puhana (Dell, 1956)
- Melanella reticulata Bouchet & Warén, 1986
- Melanella richardi (Dautzenberg & H. Fischer, 1896)
- Melanella salvadori Castellanos, Rolán & Bartolotta, 1987
- Melanella sankurieae Engl, 2004
- Melanella sarissa (Watson, 1883)
- Melanella scarifata Gofas & Rueda, 2014
- Melanella seguenzai Di Geronimo & La Perna, 1999 †
- Melanella shibana (Yokoyama, 1927)
- Melanella similior Bouchet & Warén, 1986
- Melanella soliduloides (Habe, 1951)
- Melanella solitaria (E. A. Smith, 1915)
- Melanella spinosa W. R. B. Oliver, 1915
- Melanella spiridioni (Dautzenberg & H. Fischer, 1896)
- Melanella stalioi (Brusina, 1869)
- Melanella stamina Dall, 1927
- Melanella subantarctica (Strebel, 1908)
- Melanella teinostoma (A. Adams, 1854)
- Melanella teramachii (Habe, 1952)
- Melanella thersites (Carpenter, 1864)
- Melanella translucens (Monterosato, 1890)
- Melanella trunca (Watson, 1897)
- Melanella truncata (Suter, 1908)
- Melanella turbonilloides Bouchet & Warén, 1986
- Melanella turrita Bouchet & Warén, 1986
- Melanella tutamoensis Marwick, 1931 †
- Melanella vegrandis (Murdoch & Suter, 1906)
- Melanella versa Dall, 1927
- Melanella waiaotea (Laws, 1941) †
- Melanella waikomitica (Laws, 1939) †
- Melanella yamazii (Habe, 1952)
- Melanella zugnigae Espinosa, Ortea & Magaña, 2001

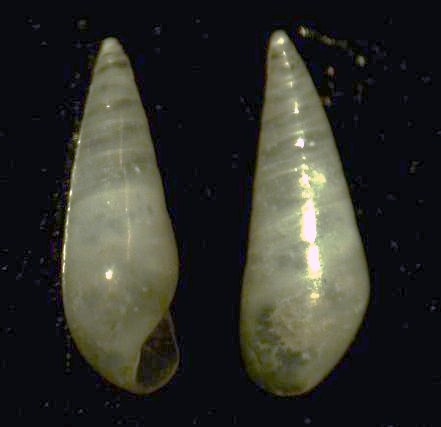
Melanella algoensis
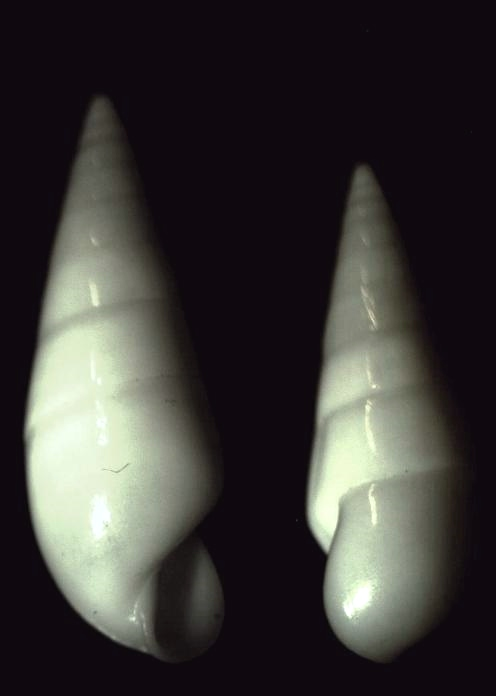
Melanella augur
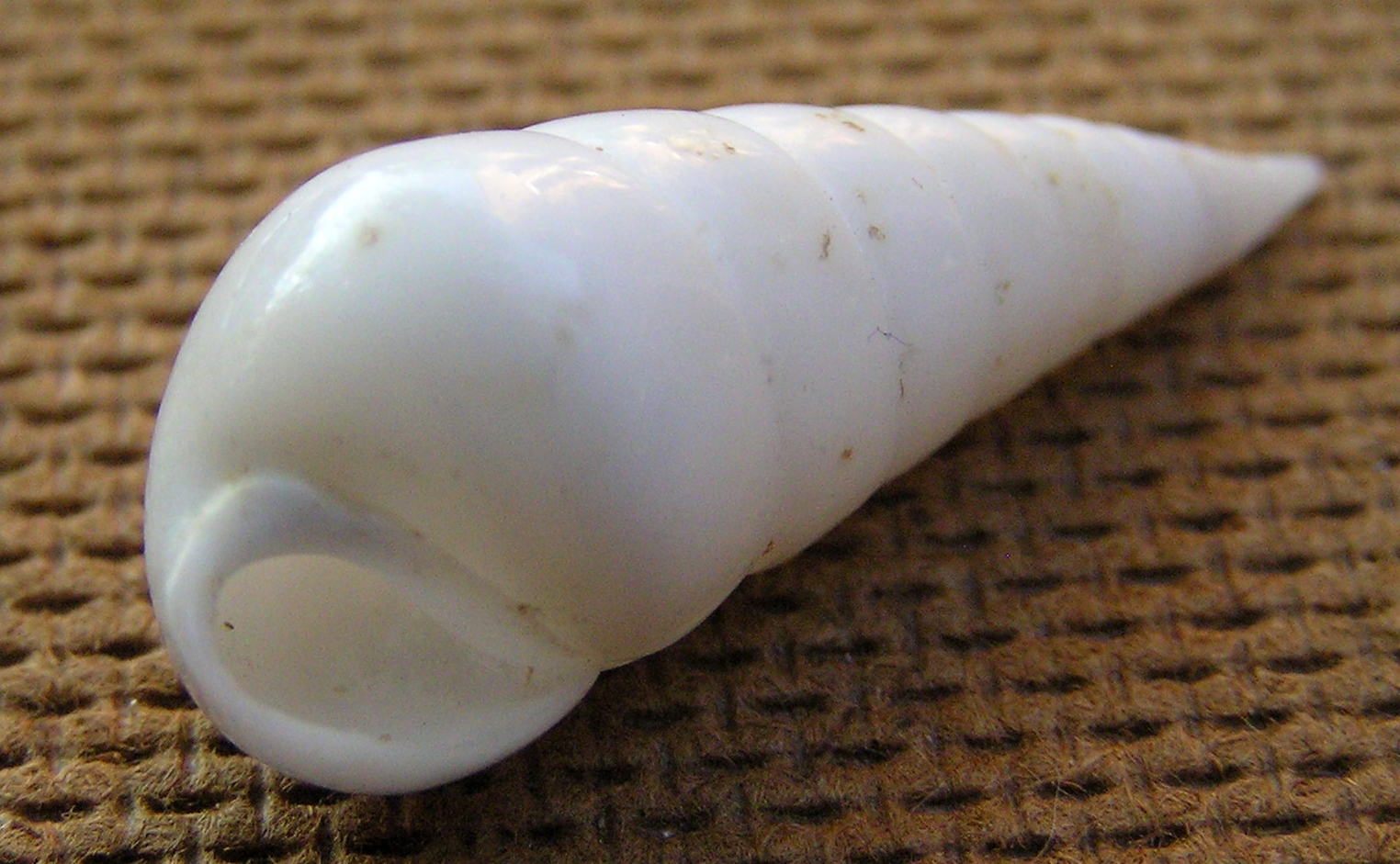
Melanella martinii
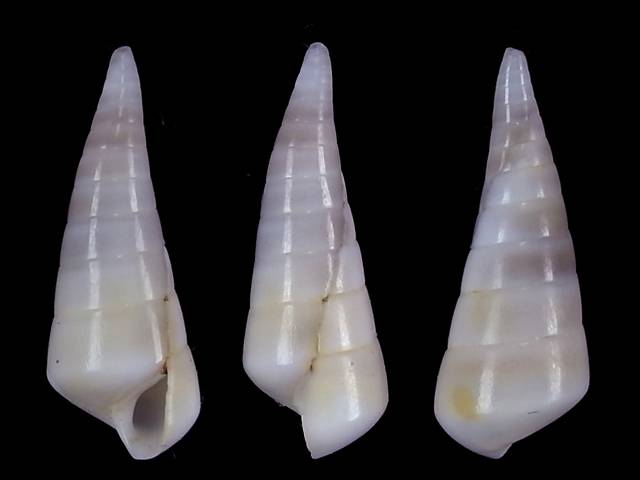
Melanella solidula